# Afrički mravojed
Afrički mravojed (Orycteropus afer) je jedini živi pripadnik reda Tubulidentata. Nastanjuje otvorene šumske oblasti, šikaru i pašnjake Afrike južno od Sahare. Ponekada ih se nađe i u kišnim šumama, a izbjegavaju brdovita područja.

## Opis
Ova životinja, duga 105-130 cm, s repom duljine 45-63 cm i težinom 40-65 kg, se u potpunosti prilagodila svojoj specijaliziranoj ishrani. Najupadljivija je duga cjevasta njuška kojom može praviti pokrete široke 30 cm po tlu. U nosnicama ima filter od gustih dlaka, pa mu tako zemlja i prašina ne dolaze u pluća dok kopa. Udovi su mu kratki i jaki, s po četiri prsta na prednjim udovima, a po pet na zadnjim. Pandže na prstima su oštre i slične žlicama, pa tako može lako kopati. Ima dug, tanak i ljepljiv jezik kojim kupi mrave i termite iz termitnjaka i mravinjaka. Njegov želudac ima mišićni pilorični dio koji funkcionira kao bubac kod ptica, tj. melje hranu. Stoga, afrički mravojedi ne moraju žvakati svoju hranu, pa imaju zube po strani čeljusti koji rastu čitavo vrijeme, a sastoje se od dva gornja i donja pretkutnjaka i tri gornja i donja kutnjaka s obiju strana čeljusti. Zubna kost kutnjaka nije im obložena zubnom caklinom, već tankim koštanim tkivom.
Krzno je blijedo, žućkastosivo, a ženke su obično svjetlije. Hrane se mravima i termitima, a mogu u jednoj noći pojesti i preko 50 000 kukaca kako bi dobili dovoljno energije.

## Ponašanje
Afrički mravojed je noćna i solitarna životinja koja se hrani skoro u potpunosti mravima i termitima; jedino voće koje jede je Cucumis humifructus. Izlazi iz svoje jazbine u kasno poslijepodne ili kratko nakon zalaska Sunca i hrani se na površini od 10 do 30 km. Maše nosom lijevo-desno kako bi namirisao hranu. Kada otkrije gnijezdo mrava ili termita, afrički mravojed ga raskopava svojim snažnim nogama, držeći uši uspravne kako bi mogao čuti ako se grabežljivac prikrada. Može pokupiti veliki broj kukaca svojim dugim, ljepljivim jezikom; zabilježeno je 50 000 pojedenih u jednoj noći. Vrlo je brz kopač, ali se inače kreće polako. Pandže mu omogućavaju kopanje kroz vrlo tvrde termitnjake ili mravinjake. Nakon što ga prokopa, mravojed svojim dugim jezikom (do 30 cm) kupi kukce; debela koža ga štiti od njihovih ujeda. Dobar sluh ga upozorava na dolazak lavova, leoparda, hijena i pitona.
Osim što iskopava mrave i termite, afrički mravojed također kopa i jazbine u kojima živi: privremena skloništa su raštrkana posvuda po teritoriju jedne životinje, a glavna se jazbina koristi za razmnožavanje. Glavne jazbine mogu biti duboke, imati nekoliko ulaza i biti duge do 13 metara. Afrički mravojed često mijenja svoje glavno sklonište i nakon nekog vremena potraži novo; onda druge manje životinje, poput afričkih divljih pasa, nastane jazbinu. Samo majke i mladunci dijele istu jazbinu. Ako ga grabežljivac napadne u tunelu, mravojed zakopa tunel za sobom ili se okrene i napadne napadača pandžama.
Afrički mravojedi se sparuju samo tijekom sezone parenja; nakon skotnosti od 7 mjeseci, rađa se mladunče teško oko 2 kg. Ono može izaći iz jazbine i pridružiti se majci nakon samo dva tjedna, a hrani se termitima s 14 tjedana. Sa šest mjeseci starosti može kopati vlastite jazbine, ali često ostane s majkom do sljedeće sezone parenja, a spolno je zrelo do sezone nakon te.
Žive do 24 godine u zatočeništvu.
Glavni grabežljivci afričkog mravojeda su lavovi, leopardi, lovački psi i pitoni. Da bi izbjegli neprijatelje mogu brzo kopati ili trčkarati u cik-caku, ali ako to ne uspije, onda će napasti svojim pandžama, repom i ramenima. Ponekada se i bace na leđa kako bi mogli napadati sa sve četiri. Njihova debela koža ih donekle štiti.

## Drugi projekti
|  | Zajednički poslužitelj ima još gradiva o temi afrički mravojed |
|  | Wikivrste imaju podatke o taksonu afričkom mravojedu           |